# تعرق
التعرّق هي عملية التخلص من الإفرازات الجسمية المكونة بشكل أساسي من الماء وبعض الأملاح والمركبات الكيميائية، والذي يسمى بالعرق.

## أهمية التعرق

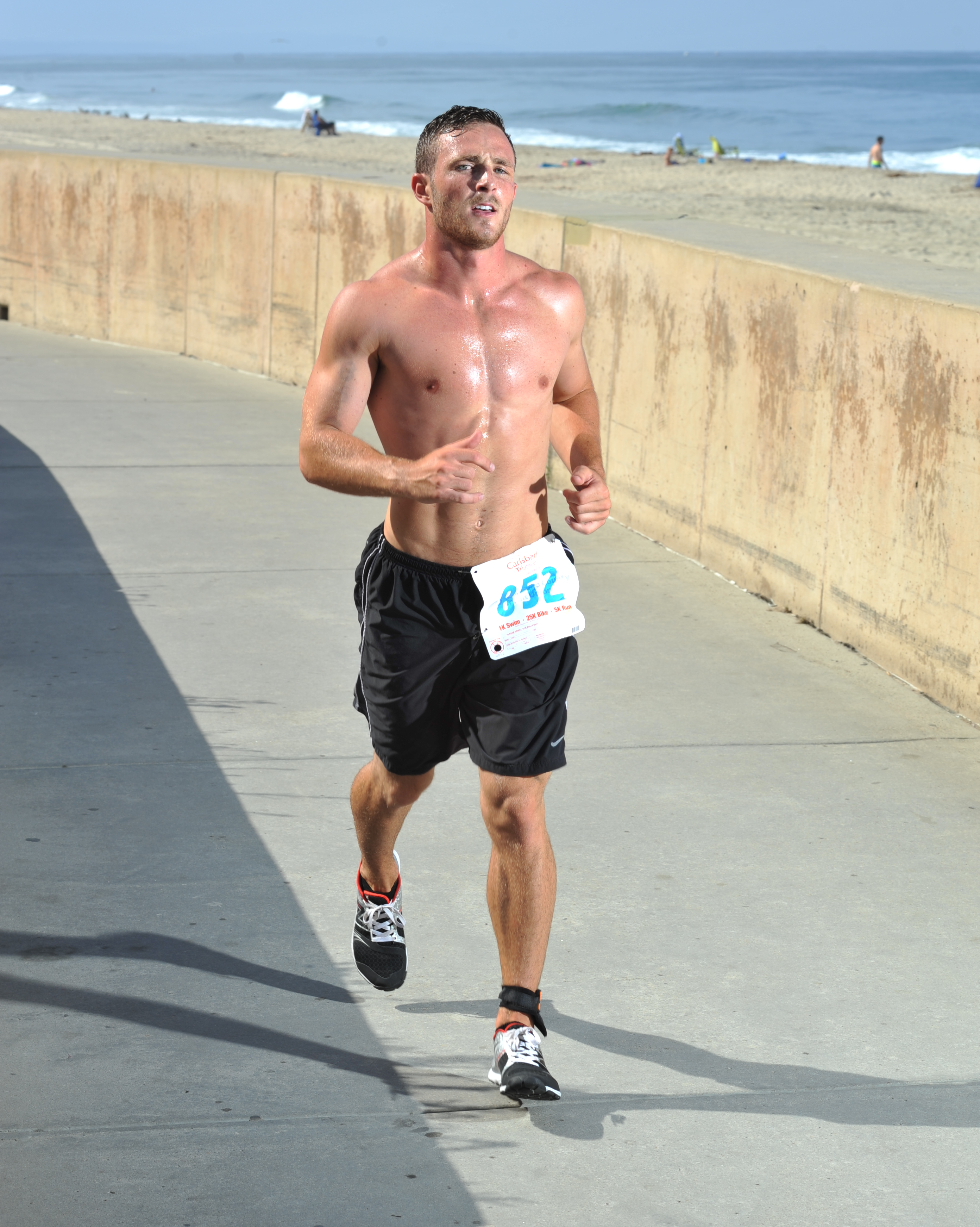
يؤدي تبخر العرق من على سطح الجلد إلى تبريد جسم الإنسان.

ينتج العرق لدى الإنسان عن طريق الغدد العرقية التي لها دور في تنظيم حرارة الجسم وذلك عن طريق التبريد بتبخير العرق على سطح الجلد ويبلغ عددها في الجلد 2-4 ملايين تقريبا وهي تفرز العرق تحت تأثير الجهاز العصبي المستقبل الودي عن طريق الناقل العصبي اسيتايل كولين ويحتفظ تحت المهاد -وهو جزء من الدماغ يوجد به مركز تنظيم حرارة الجسم- بدرجة حرارة الجسم ثابتة ويتلقى هذا الجزء إشارات نبضية من الدم الدافئ ومن مستقبلات الحرارة الموجودة في الجسم ومن ثم يرسل إشارات عن طريق الأعصاب إلى الغدد العرقية التي تقوم بدورها بإنتاج العرق كما يعمل التوتر العصبي والإثارة أيضًًا على إهاجة وحث الغدد العرقية خاصة تلك الموجودة في اليدين والإبطين.
وقد أظهرت إحدى الدراسات أن التعرق يساعد في تحسين التنفس فمن يتعرق قليلاً يتمتع بنشاط إفرازي ضعيف للغدد الدمعية في العين والغدد اللعابية في الفم وقد يعاني من مشاكل في التنفس عند قيامه بنشاط رياضي مرهق كممارسة الرياضة وعلى العكس يقي التعرق وإفراز اللعاب أثناء ممارسة الرياضة من الربو.

## أسباب التعرق
1. التوتر والقلق.
2. ارتفاع درجة الحرارة.
3. عوامل وراثية.
4. فرط الغدة الدرقية.
5. البدانة.
6. عند الشعور بألم شديد أو غثيان أو دوار.
7. الحركة والنشاط.

## العرق
العرق : السائل منخفض التوتر شكل من بلازما الدم.وهو مادة حمضية درجة حموضتها ما بين 4و6.
ويتألف بشكل رئيسي من 99% الماء وبعض الأملاح المعدنية، والتي هي كلوريد الصوديوم، والبوتاسيوم، وبيكربونات. ويحتوي أيضا على المركبات غير العضوية مثل حمض اللاكتيك، واليوريا، والأمونيا.والفيتامين c، والأدوية. يفرز من طرف الغدد العرقية

### ملحوظة
المكونات الكيميائية للعرق ترتبط أساسًا بالنظام الغذائي للفرد والحالة الصحية العامة له.
العرق البارد: يتم إفرازه عادة بسبب العصبية والخوف والتوتر بكميات كبيرة.

## الغدد العرقية
إن الجلد يحتوي على نوعين من الغدد العرقية : الغدد العرقية المفترَزة والغدد العرقية الفارزة. كلا النوعين يحتوي على خلايا عضلية يؤدي تقلصها إلى تصريف المفرزات المتراكمة إلى الخارج. يتم تضبيط نشاط الغدد العرقية والخلايا العضلية بواسطة الجهاز العصبي وبعض الهرمونات.
وبالإضافة إلى ذلك، فإن الغدد الصملاخية المتواجدة في الأذن والتي تنتج الصملاخ، والغدد الثديية التي تنتج الحليب هي غدد عرقية معدلة.

## التعرق عند الحيوانات
كثير من الحيوانات لا تتبع الطريقة نفسها التي يخفض بها الإنسان درجة حرارة جسمه. فالكلب على سبيل المثال له غدد عرقية إلا أن هذه الغدد ليست بذات أهمية في تخفيض درجة حرارة جسم الكلب ويعتقد كثير من الناس أن الكلب يعرق عن طريق فمه والصحيح أن الكلب السليم الجسم قلما يعرق، وإن عرق فإنه يقوم بتبريد نفسه عن طريق اللهاث.